# Oberpöring
Oberpöringer en købstad i Landkreis Deggendorf i Regierungsbezirk Niederbayern i den tyske delstat Bayern, med godt 1150 indbyggere. Den er administrationsby for Verwaltungsgemeinschaft Oberpöring.

## Geografi
Oberpöring ligger i region Donau-Wald ved floden Isar.
Der er følgende landsbyer og bebyggelser i kommunen: Niederpöring, Oberpöring, Gneiding, Oberpöringer Moos og Bürg.